# 2011-es svéd labdarúgó-bajnokság (első osztály)
A 2011-es Allsvenskan volt a 87. alkalommal megrendezett, legmagasabb szintű labdarúgó-bajnokság Svédországban. A pontvadászat 2011. április 2-án kezdődött és novemberben ért majd véget. A címvédő a Malmö FF csapata, amely a 2010-es bajnoki évben a 16. címét ünnepelte.
A bajnokság győztese a Helsingborg lett, amely ezzel története hetedik bajnoki címét szerezte. Ez zsinórban a második olyan év volt, amikor a bajnokságot egy Skåne tartománybeli csapat nyerte meg. Ez volt a Helsingborg első bajnoki címe a 21. században, és a legkorábban elhódított cím 1996 óta, amikor az IFK Göteborg tudott nyerni.

## A bajnokság rendszere
A pontvadászat 16 csapat részvételével zajlik, a csapatok tavaszi-őszi lebonyolításban oda-visszavágós, körmérkőzéses rendszerben mérkőznek meg egymással. Minden csapat minden csapattal kétszer játszik: egyszer pályaválasztóként, egyszer pedig vendégként.
A pontvadászat végső sorrendjét a 30 bajnoki forduló mérkőzéseinek eredményei határozzák meg a szerzett összpontszám alapján kialakított rangsor szerint. A mérkőzések győztes csapatai 3 pontot, döntetlen esetén mindkét csapat 1-1 pontot kap. Vereség esetén nem jár pont.
Azonos összpontszám esetén a bajnokság sorrendjét az alábbi szempontok alapján határozzák meg:
1. a bajnokságban elért győzelmek száma
2. a bajnoki mérkőzések gólkülönbsége

A bajnokság győztese lesz a 2011-es svéd bajnok, a 15. és 16. helyezett kiesik a másodosztályba, a 14. helyezett pedig oda-visszavágós osztályozót játszik a másodosztály ezüstérmes csapatával.

## Változások a 2010-es szezonhoz képest
Kiesett a másodosztályba
- Åtvidabergs FF, 15. helyezettként
- Brommapojkarna, 16. helyezettként

Feljutott az élvonalba
- Syrianska, a másodosztály győzteseként
- IFK Norrköping, a másodosztály ezüstérmeseként

## A bajnokság „fekete napjai”
A svéd média a nemzeti labdarúgóélet fekete napjainak nevezte a lelátókon zajló, egyre súlyosbodó eseményeket. 2011. április 25-én a Syrianska–AIK bajnoki mérkőzés 20. percében, a hazai csapat 1–0-s vezetésénél Martin Strömbergsson játékvezető kiállította a vendég csapat csatárát, Ibrahim Teteh Bangurát. A felháborodott AIK-szurkolók ezután különböző pirotechnikai eszközöket hajigáltak a pályára, illetve a hazai szurkolók közé, az egyik eltalálta és megsértette a feladatát végző asszisztenst is. Egy hónappal később a címvédő Malmö FF fogadta a listavezető Helsingborgs IF-et. A mérkőzés a 30. percben 1–0-s vendég vezetésnél félbeszakadt, mert a hazai lelátóról egy petárdával eltalálták és megsértették a vendég csapat kapusát, Pär Hanssont, majd egy felháborodott hazai néző a pályára ment, és meglökte a sokkos állapotban lévő hálóőrt.
2011. július 30-án a Malmö FF-Djurgården bajnoki a 12. percben 1–0-s hazai vezetésnél szakadt félbe, mert a nézőtéren petárdázás tört ki.

## Részt vevő csapatok
| Csapat          | Székhely    | Stadion                  | 2010        |
| --------------- | ----------- | ------------------------ | ----------- |
| AIK             | Solna       | Råsunda Stadion          | 11.         |
| Djurgårdens IF  | Stockholm   | Olimpiai Stadion         | 10.         |
| Elfsborg        | Borås       | Borås Arena              | 4.          |
| GAIS            | Göteborg    | Gamla Ullevi             | 13.         |
| Gefle IF        | Gefle       | Strömvallen              | 14.         |
| Halmstads BK    | Halmstad    | Örjans Vall              | 12.         |
| Helsingborgs IF | Helsingborg | Olympia                  | 2.          |
| Häcken          | Göteborg    | Rambergsvallen           | 8.          |
| IFK Göteborg    | Göteborg    | Gamla Ullevi             | 7.          |
| Kalmar FF       | Kalmar      | Fredriksskans            | 9.          |
| Malmö FF        | Malmö       | Swedbank Stadion         | 1.          |
| Mjällby         | Hällevik    | Strandvallen             | 6.          |
| IFK Norrköping  | Norrköping  | Idrottsparken            | 2. (II. o.) |
| Örebro SK       | Örebro      | Behrn Arena              | 3.          |
| Syrianska       | Södertälje  | Södertälje Fotbollsarena | 1. (II. o.) |
| Trelleborgs FF  | Trelleborg  | Vångavallen              | 5.          |

## A bajnokság végeredménye
| #  | Csapat          | M  | Gy | D  | V  | Lg | Kg | Gk  | P  | Megjegyzés           |
| -- | --------------- | -- | -- | -- | -- | -- | -- | --- | -- | -------------------- |
| 1  | Helsingborg (B) | 30 | 18 | 9  | 3  | 55 | 27 | +28 | 63 | BL, 2. selejtezőkör  |
| 2  | AIK             | 30 | 18 | 4  | 8  | 46 | 27 | +19 | 58 | 1EL, 2. selejtezőkör |
| 3  | Elfsborg        | 30 | 18 | 3  | 9  | 52 | 32 | +20 | 57 | EL, 1. selejtezőkör  |
| 4  | Malmö           | 30 | 15 | 9  | 6  | 37 | 30 | +7  | 54 |                      |
| 5  | GAIS            | 30 | 16 | 3  | 11 | 47 | 34 | +13 | 51 |                      |
| 6  | Häcken          | 30 | 14 | 7  | 9  | 52 | 32 | +20 | 49 |                      |
| 7  | Göteborg        | 30 | 13 | 6  | 11 | 42 | 34 | +8  | 45 |                      |
| 8  | Kalmar          | 30 | 13 | 5  | 12 | 39 | 34 | +5  | 44 | EL, 1. selejtezőkör  |
| 9  | Gefle           | 30 | 10 | 11 | 9  | 31 | 39 | −8  | 41 |                      |
| 10 | Mjällby         | 30 | 12 | 4  | 14 | 33 | 39 | −6  | 40 |                      |
| 11 | Djurgårdens     | 30 | 10 | 6  | 14 | 36 | 40 | −4  | 36 |                      |
| 12 | Örebro          | 30 | 11 | 3  | 16 | 36 | 45 | −9  | 36 |                      |
| 13 | Norrköping      | 30 | 9  | 7  | 14 | 32 | 49 | −17 | 34 |                      |
| 14 | Syrianska (O)   | 30 | 8  | 4  | 18 | 27 | 44 | −17 | 28 | osztályozó           |
| 15 | Trelleborg (K)  | 30 | 7  | 4  | 19 | 39 | 64 | −25 | 25 | Kiesés: Superettan   |
| 16 | Halmstad (K)    | 30 | 3  | 5  | 22 | 24 | 58 | −34 | 14 | Kiesés: Superettan   |

Utolsó frissítés: 2011. október 23.
Forrás: svenskfotboll.se (svédül)
Rendezési elv: 1. pontszám; 2. gólkülönbség; 3. lőtt gólok.
1Az AIK a svéd kupa döntőseként szerzett indulási jogot.
# = helyezés; M = játszott meccsek száma; Gy = győzelmek; D = döntetlenek; V = vereségek; Lg = lőtt gólok; Kg = kapott gólok; Gk = gólkülönbség; Pont = pontok; (B) = bajnok; (K) = kiesett; (F) = feljutott.

### Osztályozó
| 2011. október 27. 19:20 |

| Ängelholm                  | 2–1               | Syrianska |
| -------------------------- | ----------------- | --------- |
| Andersson 53' Blomberg 79' | (0–0) Jegyzőkönyv | Ijeh 50'  |

| Ängelholms IP, Ängelholm Nézőszám: 1609 Játékvezető: Markus Strömbergsson |

| 2011. október 30. 17:20 |

| Syrianska                                    | 3–1               | Ängelholm     |
| -------------------------------------------- | ----------------- | ------------- |
| Barsom 53' Arneng 66' Bennhage 90+2' (öngól) | (0–0) Jegyzőkönyv | Andersson 58' |

| Södertälje Fotbollsarena, Södertälje Nézőszám: 4273 Játékvezető: Stefan Johannesson |

## Eredmények
| Hazai \ Vendég1 | AIK  | DJU | ELF | GEF | GÖT | GAI | HÄC | HAL | HIF  | KAL | MAL | MJÄ | NOR | ÖRE | SYR | TRE |
| AIK             |      |     | 0–1 | 0–2 | 2–0 |     |     | 4–0 | 2–1  | 2–1 | 2–0 | 3–0 | 3–0 | 1–0 |     |     |
| Djurgården      | 0–0  |     | 0–1 |     |     |     | 1–0 | 2–0 | 1–1  |     | 0–1 | 1–0 | 1–3 |     | 3–0 |     |
| Elfsborg        | 2–2  | 2–1 |     |     |     |     | 2–1 | 3–2 |      |     | 3–0 | 4–0 | 2–1 | 3–0 | 2–1 |     |
| Gefle           | 0–3  | 0–0 | 1–0 |     | 1–0 | 1–3 |     | 2–1 |      |     |     | 0–0 | 2–0 | 0–1 |     | 1–2 |
| IFK Göteborg    | 3–1  | 0–4 | 1–1 |     |     | 2–1 |     | 3–1 | 1–2  | 2–0 |     |     |     | 0–1 | 3–0 | 1–1 |
| GAIS            | 2–0  | 2–1 | 0–2 | 2–3 |     |     | 1–0 | 2–1 |      |     | 2–0 |     |     | 4–1 | 1–0 | 4–0 |
| Häcken          | 3–1  |     |     | 0–0 | 3–1 | 2–0 |     | 3–1 |      |     | 1–1 | 6–0 | 2–2 | 1–2 | 4–0 |     |
| Halmstads BK    | 1–3  |     | 1–2 |     | 1–2 | 0–2 |     |     | 1–2  | 0–0 |     | 1–0 |     | 0–0 |     | 1–1 |
| Helsingborgs IF |      | 3–0 | 1–0 | 3–0 | 2–1 | 1–1 | 1–1 |     |      | 1–0 | 2–2 |     |     |     | 1–0 | 7–3 |
| Kalmar FF       | 1–0  | 3–2 | 2–1 | 0–0 |     | 2–1 | 2–0 |     | 1–2  |     |     | 0–3 |     |     | 2–0 | 3–2 |
| Malmö FF        |      |     |     | 0–0 | 0–2 |     |     | 3–1 | 0–3³ | 2–0 |     | 1–0 | 2–1 | 2–1 |     |     |
| Mjällby         |      | 3–0 |     | 5–1 | 0–2 | 1–1 | 1–2 |     | 0–1  | 1–0 |     |     |     | 2–1 |     | 0–1 |
| IFK Norrköping  |      |     |     |     | 2–2 | 2–0 |     | 2–0 | 0–0  | 1–2 | 0–0 | 0–3 |     | 0–2 | 2–1 | 2–1 |
| Örebro SK       |      | 1–2 | 0–3 | 2–3 |     | 3–1 |     |     | 1–1  | 1–2 |     |     | 2–0 |     | 1–0 | 4–2 |
| Syrianska       | 3–0² |     |     | 1–1 | 1–2 |     | 1–5 | 0–0 |      |     | 0–0 | 3–1 | 3–0 |     |     | 4–1 |
| Trelleborgs FF  | 1–2  | 3–2 | 3–0 |     | 2–0 |     | 1–4 |     |      | 3–2 | 2–4 |     | 1–2 |     | 0–1 |     |

Utolsó felvett mérkőzés dátuma: 2011. augusztus 4. 
Forrás: svenskfotboll.se (svédül) 
1A hazai csapatok a bal oldali oszlopban szerepelnek.
Színek: Zöld = hazai győzelem; Sárga = döntetlen; Piros = vendéggyőzelem.
²A Syrianska–AIK-mérkőzés a 20. percben 1–0-s hazai vezetésnél félbeszakadt, mert a vendégszurkolók szektorában zavargások törtek ki, petárdákat és különböző pirotechnikai eszközöket dobáltak a pályára és a hazai nézők közé. A Svéd labdarúgó-szövetség a pályán elért eredményt törölte, és 3–0-s arányban a vétlen hazai csapatnak ítélte. Az AIK-t további 150 000 svéd korona megfizetésére kötelezték.
³A Malmö FF–Helsingborgs IF-mérkőzés 1–0-s vendég vezetésnél a 30. percben félbeszakadt, mert egy hazai néző petárdával megsebesítette a vendégek kapusát, Pär Hanssont, majd egy felháborodott Malmö-szurkoló a pályára ment, és meglökte a sokkos állapotban lévő hálóőrt. A mérkőzést 3–0-s arányban a vendégcsapatnak ítélték, a Malmö FF csapatát pedig súlyos, 150 ezer svéd koronás büntetéssel sújtották. 
 

## Statisztika
| #   | Játékos         | Klub            | Goals |
| --- | --------------- | --------------- | ----- |
| 1   | Mathias Ranégie | Häcken/Malmö FF | 21    |
| 2   | Tobias Hysén    | Göteborg        | 16    |
| 3   | Teteh Bangura   | AIK             | 15    |
| 4   | Mervan Çelik    | GAIS            | 14    |
| 5   | Lasse Nilsson   | Elfsborg        | 10    |
| 5   | Wánderson       | GAIS            | 10    |
| 5   | Mikael Dahlberg | Gefle           | 10    |
| 8   | Rasmus Jönsson  | Helsngborg      | 9     |
| 8   | Marcus Ekenberg | Mjällby         | 9     |
| 8   | Kristian Haynes | Trelleborg      | 9     |
| 11  | 7 játékos       | 7 játékos       | 8     |
| 18  | 10 játékos      | 10 játékos      | 7     |
| 28  | 8 játékos       | 8 játékos       | 6     |
| 36  | 9 játékos       | 9 játékos       | 5     |
| 45  | 14 játékos      | 14 játékos      | 4     |
| 59  | 25 játékos      | 25 játékos      | 3     |
| 84  | 38 játékos      | 38 játékos      | 2     |
| 122 | 69 játékos      | 69 játékos      | 1     |

| Rank | Player           | Club           | Assists |
| ---- | ---------------- | -------------- | ------- |
| 1    | Wánderson        | GAIS           | 12      |
| 1    | René Makondele   | Häcken         | 12      |
| 3    | Daniel Sjölund   | Djurgårdens IF | 9       |
| 3    | Daniel Larsson   | Malmö FF       | 9       |
| 5    | Martin Mutumba   | AIK            | 8       |
| 5    | Stefan Ishizaki  | Elfsborg       | 8       |
| 5    | Jonas Lantto     | Gefle          | 8       |
| 8    | Alexander Gerndt | Helsingborg    | 7       |
| 9    | John Chibuike    | Häcken         | 6       |
| 9    | Stefan Selaković | Göteborg       | 6       |
| 9    | Daniel Mendes    | Kalmar         | 6       |
| 9    | David Löfquist   | Mjällby        | 6       |
| 9    | Mattias Adelstam | Trelleborg     | 6       |
| 14   | 8 játékos        | 8 játékos      | 5       |
| 22   | 10 játékos       | 10 játékos     | 4       |
| 32   | 19 játékos       | 19 játékos     | 3       |
| 51   | 42 játékos       | 42 játékos     | 2       |
| 93   | 83 játékos       | 83 játékos     | 1       |

### Mesterhármasok
| Játékos             | Csapat       | Ellenfél       | Eredmény | Időpont              |
| ------------------- | ------------ | -------------- | -------- | -------------------- |
| Mathias Ranégie     | Häcken       | Syrianska FC   | 5–1      | 2011. április 17.    |
| Mathias Ranégie     | Häcken       | Trelleborgs FF | 4–1      | 2011. június 18.     |
| Stefan Selaković    | IFK Göteborg | Syrianska FC   | 3–0      | 2011. július 10.     |
| Teteh Bangura4      | AIK          | Halmstads BK   | 4–0      | 2011. július 11.     |
| Tobias Hysén        | IFK Göteborg | Halmstads BK   | 3–1      | 2011. július 25.     |
| Kennedy Igboananike | Djurgården   | Trelleborgs FF | 4–3      | 2011. szeptember 11. |

- 4 A játékos 4 gólt szerzett